# 鸟吊山
《鸟吊山》是流传在云南白族地区的一则神话，把鸟类拟人化、性格化，以神话方式对“百鸟会”这一自然奇景进行了解释，描绘了一个神奇的鸟类世界。
故事是说，相传很早的时候，有凤凰飞到这架山上死了。每年九月，百鸟飞来哀吊凤凰，故名鸟吊山。另一说法是:凤凰飞来此山时，掉了一根羽毛。从此，每年八九月间，百鸟从四方飞来朝拜凤凰，并替她寻找这根凤羽，因而叫做凤羽山，坝子叫做凤羽坝。